# Sabanitas
Sabanitas est un corregimiento situé dans le district de Colón, province de Colón, au Panama. En 2010, la localité comptait 19 052 habitants.